# Le Sceptre volé aux hommes
Le Sceptre volé aux hommes est un roman merveilleux-scientifique de l'écrivain belge Henri-Jacques Proumen. Publié aux éditions La Renaissance du livre en 1930, le roman narre l’avènement d’une nouvelle espèce de surhommes, les hyperanthropes, qui entreprennent la domestication de l’être humain.

## Intrigue
À Biarritz, d’étranges vaisseaux surviennent et enlèvent par les airs un millier de personnes. Parqués sur un archipel d’îles au cœur de l’océan pacifique, ils sont contraints de travailler dans des usines pour le compte des hyperanthropes, des surhommes qui cherchent à domestiquer l’être humain.
Parmi les captifs, un trio d’amis — Luc Pontadour, Pierre Chantegrenelle et Michèle Harmont — réagit chacun différemment à sa captivité. Tandis que Michèle tente de soulever les foules prisonnières, Pierre tombe sous le charme de sa geôlière et Luc se soumet à son maître dans l’espoir de recueillir les prouesses scientifiques des hyperanthropes.

## Analyse de l'œuvre
Considéré comme le chef-d'œuvre de l’auteur,, Le Sceptre volé aux hommes est également qualifié par Pierre Versins en 1972 comme l’un des meilleurs romans francophones qui traitent du thème du surhomme.
À ces surhommes, Proumen donne le nom d'« hyperanthrope », une race — issue d'un métissage d'êtres humains — destinée à les remplacer comme nouvelle espèce hégémonique sur la planète. Lieu commun de la littérature merveilleuse-scientifique, ces surhommes sont décrits comme des êtres d’apparence humaine ayant une boîte crânienne sur-développée.
L’originalité du roman réside dans son traitement philosophique de l’apparition d’une race supérieure à laquelle est confrontée les êtres humains. Si certains refusent l’esclavage et se sacrifie pour sauver le reste de l’humanité, certains captifs acceptent non seulement la supériorité des surhommes mais également de les servir.

## Récompense
Ce livre reçoit le prix Maurice-Renard au titre de l'année 1929, qui récompense un romancier de langue française pour un ouvrage d'imagination.

## Publications
- La Renaissance du livre, 1930.
- Éditions Grama, coll. « Le Passé du Futur » no 2, 1994.